# Internationella textil- och beklädnadsarbetarefederationen
Internationella textil- och beklädnadsarbetarefederationen var en facklig yrkesinternational som grundades 1960 i Köpenhamn genom en sammanslagning av Internationella beklädnadsarbetarefederationen och Internationella textilarbetarefederationen. Den upphörde 1970 då den uppgick i Internationella textil-, beklädnads- och läderarbetarefederationen.

## Historia
- 1960 bildades organisationen genom en sammanslagning av federationerna för textil- respektive beklädnadsarbetarna. Medlemsförbunden var protektionistiska och sökte slå vakt om tekoindustrin i i-länderna och värja sig mot importen från lågprisländerna.
- 1964 inrättades en fond för agitation i Asien i syfte att organisera arbetarna där.
- 1970 sammanslogs federationen med Internationella sko- och läderarbetareunionen vid en konferens i Folkstone, England och båda uppgick i den nybildade Internationella textil-, beklädnads- och läderarbetarefederationen.